# Biar
Biar – gmina w Hiszpanii, w prowincji Alicante, we wspólnocie autonomicznej Walencja, o powierzchni 98,17 km². W 2011 roku liczyła 3695 mieszkańców.